# الساندرو لا وکیا
الساندرو لا وکیا (انگلیسی: Alessandro La Vecchia؛ زادهٔ ۱۹ ژانویه ۱۹۸۵) بازیکن فوتبال است.